# Níobe (hija de Foroneo)
En la mitología griega, Níobe (Νιόβη, «nevosa») era una hija de Foroneo y de Telédice, Cinna o la oceánide Europa. Níobe fue la primera mortal con la que se unió el dios Zeus, y de esta unión nació el héroe epónimo Argos. Otros dicen que también fue hijo suyo Pelasgo, pero a éste normalmente se lo cree uno de los autóctonos.
Según Estrabón, que cita un pasaje perdido de Hesíodo, Hecatero (o Doro) se unió a una hija innominada de Foroneo con la que tuvo cinco hijas; éstas engendraron a su vez a las ninfas de los montes, a los sátiros y a los curetes.